# 景山街道 (北京市)
景山街道（けいざん-かいどう）は中華人民共和国北京市東城区に位置する街道。8社区を管轄する。弁事処所在地は美術館東街1号。

## 歴史
1958年に納福胡同街道、魏家胡同街道、景山東街街道、馬布大街街道が合併し成立した。1960年に人民公社に改編されたが、1990年に街道として再設置され現在に至る。

## 行政区画
下部に8社区を管轄する。
- 隆福寺社区
- 吉祥社区
- 黄化門社区
- 鐘鼓社区
- 魏家社区
- 汪芝麻社区
- 景山東街社区
- 皇城根北街社区